# Islas Blancas
Les Islas Blancas (littéralement "Îles Blanches") sont un groupe de petites îles côtières rocheuses de la Mer d'Argentine, situé dans la baie de Camarones, au nord du Golfe San Jorge. L'archipel se trouve approximativement à 2 kilomètres de la côte, et à 4,5 kilométres au nord-est de la localité de Camarones, dans le département de Florentino Ameghino de la Province de Chubut.

## Géographie
Le petit archipel est constitué d'un groupe de trois îles rocheuses de faible altitude qui se caractérisent par une quasi-absence de végétation :
- L'île Blanca Mayor (44°46′22.61″S 65°39′43.34″O), située au sud-ouest de l'archipel, et qui mesure, dans ses dimensions maximales, 1400 mètres de long pour 200 mètres de large dans le sens nord-ouest / sud-est.
- L'île Blanca Menor Este (44°46′12.91″S 65°38′24.73″O), à l'est, de 240 mètres de long pour 90 de large.
- L'île Blanca Menor Oeste (44°46′01.23″S 65°39′05.88″O), au nord-ouest, de 170 mètres de long pour 60 de large.

## Faune
Les îles sont habitées par un grand nombre d'otaries à fourrure australe, qui ont établi leurs colonies sur les trois îles : la reproduction et l'élevage des jeunes individus sont concentrés sur lîle Blanca Menor Oeste, alors que Blanca Mayor et Blanca Menor Este n'est peuplée que d'individus adultes.
Une colonie de nidification de manchots de Magellan habite également l'archipel, dans laquelle 510 couples reproducteurs ont été dénombrés au milieu des années 1990. Des cormorans impériaux, cormorans de Magellan, goélands de Scoresby, goélands dominicains, sternes hirundinacées, labbes antarctiques, labbes du Chili, ou des pétrels géants complètent la riche avifaune des trois îles.

## Naufrage
C'est dans la zone des Islas Blancas, tout près de Camarones, que le bateau à vapeur Villarino, qui servait de transport pour l'armée argentine, a fait naufrage en 1899. Le bâtiment est notamment renommé pour avoir rapatrié en Argentine les restes du Général José de San Martín, mort à Boulogne-sur-Mer, depuis la France.